# Leioclema serratula
Leioclema serratula är en mossdjursart som beskrevs av Ernst 2008. Leioclema serratula ingår i släktet Leioclema och familjen Leioclemidae. Inga underarter finns listade i Catalogue of Life.